# Caso aversivo
El caso aversivo o evitativo (abreviado evit) es un caso gramatical que se encuentra en las lenguas aborígenes australianas que indica que el sustantivo marcado se evita o se teme.

## Ejemplos
Por ejemplo, en Walmajarri:

Yapa-warnti

niño- abs . es
pa-lu
ind -ellos
tjurtu- karrarla
aversivo-AL POLVO
laparnkanja
Huyó
natji-karti.
cueva- todo

Los niños corrieron a la cueva a causa de la tormenta de arena.

El sufijo -karrarla indica que la acción (salir corriendo) se realizó para evitar la tormenta de arena, tjurtu- .
El aversivo también se puede usar para marcar el objeto de los verbos de miedo . Por ejemplo, en Djabugay :

Djamalan _

serpiente- aversivo
ŋawu
I
yarrnga-nj.
tener miedo- pasado

Le tenía miedo a la serpiente.

El aversivo puede usarse en un verbo nominalizado , para producir un equivalente inglés "lest". Por ejemplo, "para que no sean olvidados" podría codificarse como "para evitar olvidarlos".

## Idiomas
Pocos idiomas tienen un caso aversivo distinto. Por lo general, se utilizará un solo caso tanto para las funciones aversivas como para otras.
Los idiomas con un caso aversivo distinto incluyen:
- Arrernte
- Djabugay
- Kumbainggar
- marri ngarr
- Marrithiyel
- walmajarri
- Warlmanpa
- Warlpiri
- Warumungu
- idioma del desierto occidental
- Yidiny